# Batalla de Cacabelos
La batalla de Cacabelos fue un enfrentamiento armado de la guerra de la Independencia española que tuvo lugar el 3 de enero de 1809 en el puente sobre el río Cúa a las afueras del pueblo de Cacabelos, provincia de León, durante la retirada de sir John Moore hacia La Coruña. Es conocido por la muerte del general francés Auguste François-Marie de Colbert-Chabanais por el disparo de un francotirador.
La batalla permitió a la retaguardia de Moore distanciarse de las tropas franceses que le perseguían, y Moore fue criticado por no haber aprovechado más las ventajas defensivas del puente de Cacabelos.

## Batalla
Unos 500 húsares de la avanzadilla del mariscal Jean de Dieu Soult, y encabezados por el general de Colbert, alcanzó a la retaguardia británica, que se estaba preparando para cruzar el puente, y capturó por sorpresa a unos 50 soldados. Colbert decidió aprovechar su ventaja y, sin esperar a los refuerzos de infantería o de artillería, avanzó hacia el puente. Sin embargo, al ver que las posiciones británicas al otro lado incluían 6 piezas de artillería, replegó las fuerzas para cruzar el puente en columnas de a cuatro, siendo alcanzado por un disparo que resultó mortal.
Mientras tanto, los refuerzos encabezados por el general La Houssaye intentaron vadear el río más abajo y la infantería, bajo el mando del general Merle, intentó tomar el puente a bayoneta calada. Tras la muerte de Colbert y habiendo oscurecido demasiado para seguir adelante, sobre las cuatro de la tarde desistieron, y a las 22:00 horas Paget emprendió la marcha hacia Villafranca del Bierzo para reunirse con Moore.

## El disparo de Plunkett
Colbert murió por un disparo en la cabeza realizado a gran distancia por un fusil Baker en manos del ya afamado francotirador Thomas Plunkett quien, con un segundo disparo, también mató al ayudante del general. Aunque las fuentes discrepan respecto a la distancia, lo más probable es que Colbert creía estar a salvo permaneciendo fuera del alcance de un fusil normal, de unos 80 metros, mientras un Baker tenía un alcance efectivo de unos 200 metros.